# William Gemmell Cochran
William Gemmell Cochran (15 de julio de 1909 – 29 de marzo de 1980), citado comúnmente como William G. Cochran, fue un destacado estadístico escocés. Estudió matemáticas en las universidades de Glasgow y de Cambridge y trabajó en la Estación Experimental de Rothamsted de 1934 a 1939, fecha en que emigró a los Estados Unidos, donde colaboró en la creación de varios departamentos de estadística y trabajó en la Universidad de Harvard desde 1957 hasta la fecha de su jubilación, en 1976.[cita requerida]

## Obras
Escribió muchos artículos y libros, algunos de los cuales se han convertido en referencias fundamentales.
- Experimental designs (con Gertrude Mary Cox), 1950 ISBN 0-471-54567-8[1]
- Sampling Techniques, 1977. ISBN 0-471-16240-X
- Statistical Methods applied to Experiments in Agriculture and Biology, de George W. Snedecor, pero al que Cochran contribuyó a partir de la quinta edición de 1956. ISBN 0-8138-1561-4
- Planning and analysis of observational studies, 1983.